# 신술마술
"신술마술"은 한국에서 제작된 김종성 감독의 1985년 영화이다. 문미봉 등이 주연으로 출연하였고 김치한 등이 제작에 참여하였다.

## 출연

### 주연
- 문미봉
- 김기종

## 기타
- 조명: 장기종